# Phthiracarus spiniformis
Phthiracarus spiniformis är en kvalsterart som först beskrevs av Wojciech Niedbała 2004.  Phthiracarus spiniformis ingår i släktet Phthiracarus och familjen Phthiracaridae. Inga underarter finns listade i Catalogue of Life.